# Monster Energy
Monster Energy is een Amerikaans merk energiedrank, in handen van Monster Beverage Corporation. In een groot aantal Amerikaanse staten en in de Benelux wordt de distributie door Coca-Cola Enterprises verzorgd. Het drankje kent vele varianten zoals de Ripper, de Hitman, de Ultra, enz. De standaardvariant is de Regular (herkenbaar aan het groene logo op het blik).

## Ingrediënten
Het belangrijkste bestanddeel van Monster Energy, en alle andere energiedranken is cafeïne. Hiernaast bevat Monster Energy ook; koolzuurhoudend water, sacharose, glucose, taurine, citroenzuur, ginseng, carnitine, sorbinezuur, benzoëzuur, nicotinamide, natriumchloride, glucuronolacton, guaraná, pyridoxine, glucosamine, sucralose, riboflavine, maltodextrine, cyanocobalamine, B-vitamines, L-carnitine, L-tartraat en kunstmatige kleurstoffen.

## Sponsoring

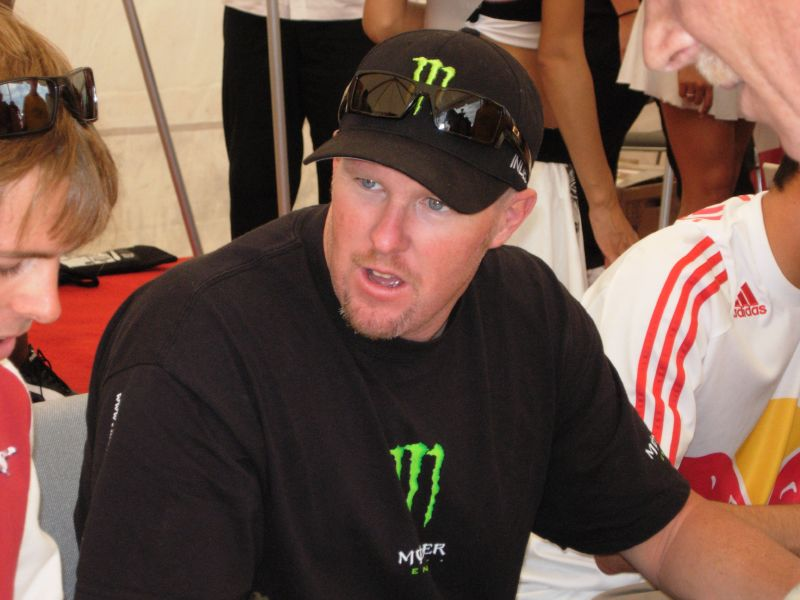
Paul Tracy in Monster Energy outfit.

Om zo veel mogelijk naamsbekendheid te vergaren sponsort Monster Energy een aantal bekende sporters. Hieronder zijn Formule 1 coureurs Jenson Button en Lewis Hamilton, MotoGP rijders Valentino Rossi en Colin Edwards, Pro-Skater Rob Dyrdek, Rally rijder Ken Block, Dakar-rally rijder Robby Gordon en IndyCar rijder Paul Tracy. Monster Energy sponsort ook bepaalde gevechtsporten, zo zijn er regelmatig blikjes Monster Energy te zien in de MMA-wereld.

## Gevaren
Net als andere energiedranken is Monster niet helemaal onschuldig. In de Verenigde Staten zijn kinderen overleden na het drinken van Monster Energy, waaronder een 14-jarig meisje dat een aandoening aan haar bloedvaten had en door de grote hoeveelheid cafeïne en andere stimulerende stoffen in het drankje een hartaanval kreeg.

## Klachten over inbreuk op het Merkenrecht
In 2023 werd bekend dat er in Japan meer dan 100 klachten gedeponeerd waren door Monster met betrekking inbreuk op het merkenrecht, inclusief klachten tegen merken zoals Pokémon en Monster Hunter.